# Contea di Winnebago (Illinois)
La contea di Winnebago (in inglese Winnebago County) è una contea dello Stato dell'Illinois, negli Stati Uniti. La popolazione al censimento del 2000 era di 278 418 abitanti. Il capoluogo di contea è Rockford.